# توبة

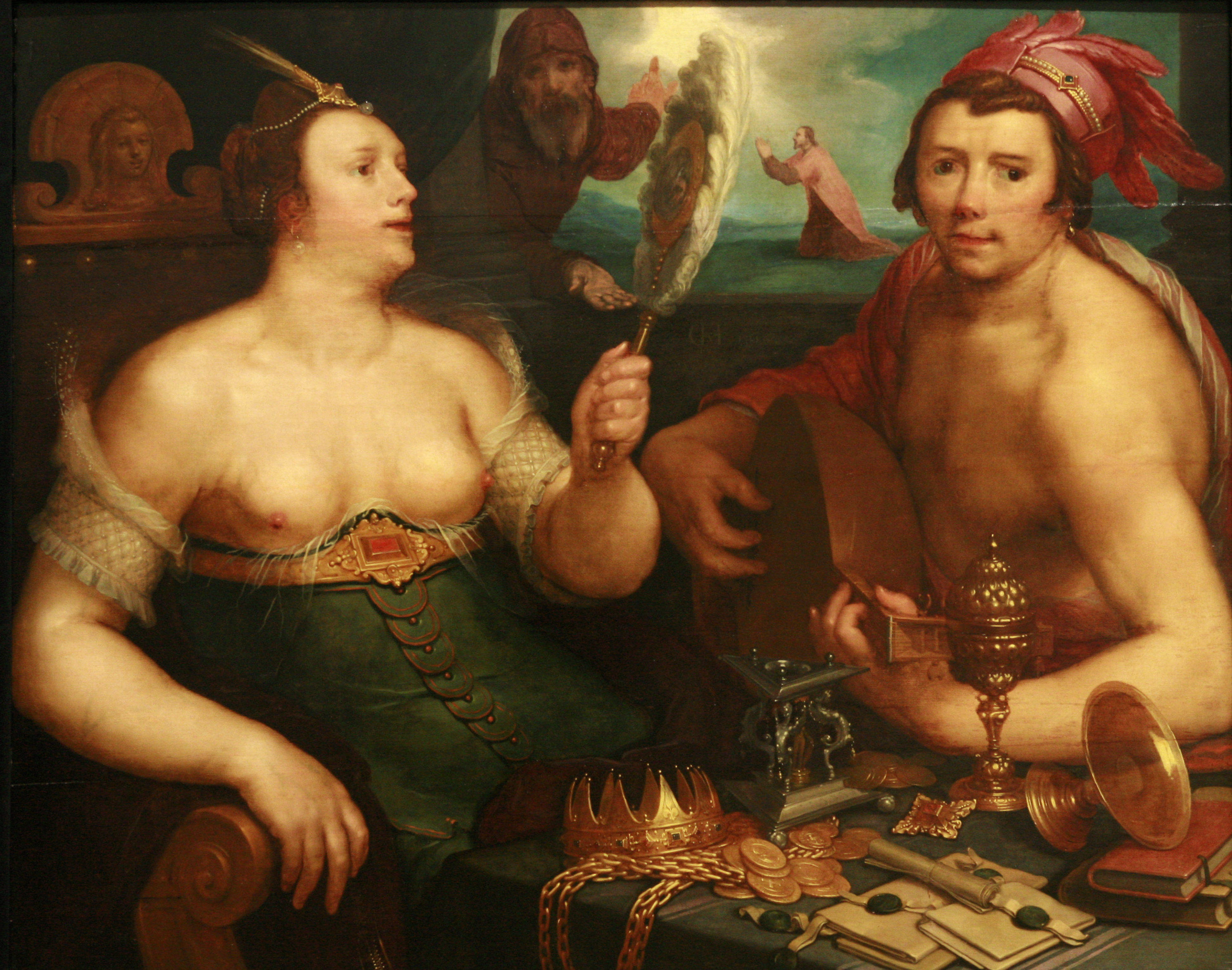

التوبة مراجعة شخص ما أفعاله مع شعور بالأسف والندم على أخطاء ماضية ارتكبها الشخص بإرادته. عادة عند التوبة يميل الفرد إلى الانعزال ويلتزم بتغيير قراراته فيكون أكثر مسؤولية في المستقبل. التوبة لها دور مهم في عدة مذاهب ومعتقدات دينية عند الاعتراف بذنب ومحاولة القضاء أو عكس الآثار الناجمة عن هذا الخطأ حيثما كان ذلك ممكنًا والتعهد بعدم إعادة الوقوع في نفس الخطأ. عادةً ما تتم أمام راهب أو كاهن. في سياق التوبة العلمانية قد تشكل جزءًا من عملية الشفاء النفسي الذي يحدث خلال دورة من العلاج النفسي[بحاجة لمصدر].

## في الإسلام
التوبة في الإسلام هي: ترك المعصية والندم على فعلها والعزم على عدم العودة إليها. الإنسان بينه وبين الله يمكن أن يعقد العزم والتوبة وتقبل منه إذا تحققت شروطها  والله يقبل التوبة ويعفو عن كثير.

## في اليهودية
في العبرية التوراتية، التوبة تتمثل في فعلين: ש ו ב شوڤ (العودة) وנ ח ם نخم (الحزن).

## في المسيحية
التوبة في العهد الجديد، كما ترجم كلمة «توبة» هي كلمة يونانية μετάνοια (ميتانويا)، «بعد / وراء ذهن أحد»، وهو مجمع للحرف الجر كلمة «ميتا» (بعد، مع)، والفعل ' Noeo '(تصور، لنفكر، ونتيجة للإدراك أو مراقبة).
مبدأ التوبة في الكتاب المقدس يبدو بارزا جدا. في العهد الجديد، بدأ يوحنا المعمدان حياته العامة، كما فعل يسوع، بدعوة إلى التوبة (متى 3:1-2 ؛ متى 4:17) وكان يقول "توبوا لأنه قد اقترب ملكوت الله" (مرقس 1: 4). لذلك فإن معمودية يوحنا هي "معمودية التوبة لمغفرة الخطايا والاستعداد لملكوت الله الآتي.
عندما أرسل يسوع رسله باعلان الإنجيل، قال أنه للتبشير بالتوبة (لوقا 24:47 ؛ مارك 6:12). التعاليم على التوبة توجد في العهد الجديد في، (أعمال 2:38)؛، (أعمال 20:21).